# Santa Maria la Longa
Santa Maria la Longa là một đô thị ở tỉnh Udine trong vùng Friuli-Venezia Giulia thuộc Ý, có cự ly khoảng 50 km về phía tây bắc của Trieste và khoảng 15 km về phía đông nam của Udine. Tại thời điểm ngày 31 tháng 12 năm 2004, đô thị này có dân số 2.412 người và diện tích là 19,6 km².
Đô thị Santa Maria la Longa có các frazioni (đơn vị cấp dưới, chủ yếu là các làng) Mereto di Capitolo, Ronchiettis, Santo Stefano Udinese, và Tissano.
Santa Maria la Longa giáp các đô thị: Bicinicco, Gonars, Palmanova, Pavia di Udine, Trivignano Udinese.